# 牛宏升
牛宏升（1827年—1866年），又名牛洛紅，安徽亳州曹市集（今涡阳）人，捻軍将领，祖先是南宋岳家軍抗金名將牛皐。

## 生平
初時與曾為捻、後為清軍團練苗沛霖周旋作戰，1864年11月被賴文光封為太平天國荊王，為東捻領袖之一。同治五年（1866年）農曆五月中，曾国藩派淮軍周盛波部於河南追攻牛宏升。周追至河南永城的同和集，知牛宏升于白龙王庙过涡河，於五月十五日清晨五更追及牛，發生大戰，周之座馬倒斃周也負傷。牛戰鬥傷重，負傷从安徽亳州入河南鹿邑、陈州。周追四百餘華里，牛到鹿邑马家寨，人马伤病不能行动，因伤发死（另說1867年11月，牛宏升在山东日照境内与清军大战时阵亡，此說待考證；清史稿稱呼此人是「牛喜子」在1867年11月作戰，牛喜子若是牛宏升，則此說成立）。 